# Mysmenovití
Mysmenovití (Mysmenidae) jsou čeleď dvouplicních pavouků.

## Systematika
Za popisnou autoritu čeledi mysmenovitých je považován Alexander Petrunkevitch (1928). Během 20. století byli mysmenovití řazeni v rámci snovačkovitých (Theridiidae), případně čeledi Symphytognathidae. Na samostatnou čeleď mysmenovité povýšili Forster & Platnick (1977). Fylogeneticky se tato skupina odvozuje v rámci nadčeledi křižáků (Araneoidea).
Přehled rodů (aktuální k říjnu 2024):
- Brasilionata Wunderlich, 1995
- Chanea Miller, Griswold & Yin, 2009
- Chimena Lin & Li, 2022
- Drungena Lin & S. Li, 2023
- Gaoligonga Miller, Griswold & Yin, 2009
- Isela Griswold, 1985
- Maymena Gertsch, 1960
- Mengmena Lin & Li, 2022
- Microdipoena Banks, 1895
- Mosu Miller, Griswold & Yin, 2009
- Mysmena Simon, 1894
- Mysmeniola Thaler, 1995
- Mysmenopsis Simon, 1898
- Phricotelus Simon, 1895
- Simaoa Miller, Griswold & Yin, 2009
- Trogloneta Simon, 1922
- Yamaneta Miller & Lin, 2019

## Charakteristika

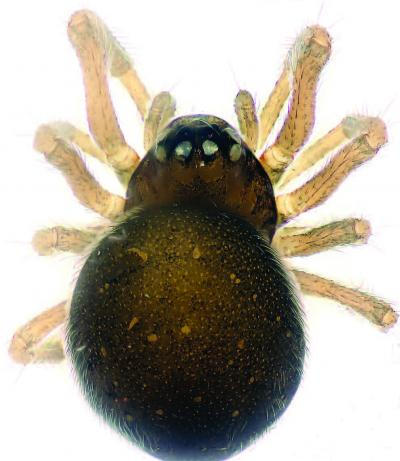
Mysmena wawuensis, samice

Mysmenovití jsou drobní pavouci, velikostně nepřesahující 3 mm, většina zástupců měří jen okolo 1 mm. Tělo má značně atypický vzhled, barva proměnlivá od žlutohnědé po šedou. Hřbetní štít hlavohrudi neboli karapax bývá vyšší než delší, s nejvyšším bodem vystupujícím až za očima, přičemž tento znak je zvlášť nápadný u samců. Výjimkou je však např. rod Isela, u něhož je hlavohruď plošší. Očí je osm ve dvou řadách, přičemž přední střední oči sousedí s očima postranníma a jsou obvykle větší než ostatní oči. Zadeček může být, podobně jako hlavohruď, vyšší než delší, někdy s nápadnými chloupky a světlými skvrnkami či jinými znaky na tmavším podkladu. Nohy se třemi drápky. Mysmenovití představují entelegynní dvouplicné pavouky, plicní vaky však obvykle redukovali a jejich dýchací funkci zcela přebírá systém vzdušnic.

### Chování
Jde o celosvětově rozšířené pavouky, již obývají zejména různé štěrbiny a podestýlku ve velmi vlhkých stanovištích. O jejich chování se toho ví relativně málo. Některé druhy si budují pavučinu, její vzhled však bývá proměnlivý. Sítě mysmenovitých mohou kombinovat jak charakteristiky kruhových sítí křižákovitých, tak trojrozměrných sítí snovačkovitých. Drobnou kolovou pavučinu, v rámci níž jsou patrná radiální vlákna vycházející z jednoho bodu, v takovém případě obklopuje nepravidelně uspořádaná spleť vláken. Pro některé mysmenovité, jako pro zástupce rodu Mysmenopsis, je typický kleptoparazitismus. Pobývají v sítích jiných hostitelských pavouků a obírají je o část kořisti, případně se komenzálně přiživují drobným hmyzem, který hostitelé ignorují. Na hostitelské pavouky má chování mysmenovitých negativní vliv.
Na českém území žijí dva druhy mysmen. Mysmena Jobova (Mysmenella jobi) byla objevena v oblastech Slap a mokřadech na Kokořínsku, mysmena horská (Trogloneta granulum) žije vzácně ve středních polohách v podzemních prostorách kamenitých sutí.